# Mavrovo i Rostuša
Mavrovo i Rostuša (makedonska: Маврово и Ростуша) är en kommun i Nordmakedonien. Den ligger i den västra delen av landet, 70 km sydväst om huvudstaden Skopje. Antalet invånare är 8 618. Arean är 663 kvadratkilometer.
Följande samhällen finns i kommunen Mavrovo i Rostuša:
- Rostuša
- Mavrovi Anovi
- Mavrovo
- Vrben